# Napoleonovo ruské tažení
Napoleonovo ruské tažení, Francouzské tažení do Ruska, „francouzsko-ruská válka“ nebo též (v ruské historiografii) Vlastenecká válka byla vojenská operace během napoleonských válek, při které se síly Francouzského císařství pokusily dobýt Ruské impérium. Operace skončila v prosinci 1812 zničením francouzské Napoleonovy Velké armády (Grande Armée), která se poté přeskupila a spojila s posilami z Francie, načež svedla další boje na německém území při prvním saském tažení.

## Politická situace před tažením
Napoleonovo ruské tažení, jak je tato největší operace v Napoleonských válkách nazývána, bylo logickým důsledkem mnohaletého vývoje politické situace v Evropě. Vše začalo už prakticky v té době, kdy se Napoleon stal císařem, v roce 1804. O rok později podnikl první tažení jako císař, proti Rusům a Rakušanům (válka třetí koalice). Během tažení porazil Rakušany v bitvě u Ulmu, načež je pronásledoval až na Moravu, kde porazil početně silnější rusko-rakouské vojsko. Po bitvě u Slavkova podepsalo Rakousko Bratislavský mír. Rusové však spořádaně ustoupili, byť hanbu porážky už ze sebe smýt nemohli.
Brzy však Rusové dostali skvělou šanci se Francouzům pomstít. Válku s Francií zahájilo v roce 1806 Prusko. Rusové ho slíbili podpořit a vyslali armádu vstříc Francouzům. Mezitím však Napoleon porazil Prusy v bitvách u Saalfeldu a Jeny a jeho maršál Davout rozdrtil jádro pruské armády v bitvě u Auerstedtu. Tím prakticky přestala pruská armáda existovat. Napoleon vtáhl do Berlína a v roce 1807 vytáhl vstříc ruské armádě. Dlouho se mu Rusy nedařilo porazit, nakonec je však donutil uzavřít mír po bitvě u Friedlandu. Mírem, nazývaným Tylžským, se Rusové zavázali dodržovat kontinentální systém, zákaz obchodování s Anglií. Už o rok později na Erfurtském kongresu však bylo jasné, že smlouva není pro Rusko udržitelná. Před Tylžským mírem se vyváželo prakticky 70 % všech ruských komodit do Anglie, po smlouvě však zboží zůstalo ve skladištích a ve Francouzi ovládané Evropě se prodat téměř nedalo. Ruský car Alexandr I. to věděl, ale v té době si ještě nemohl dovolit Napoleonovi odporovat.
Roku 1809 se objevily první náznaky toho, že spojenectví zjevně není tak pevné, jak se očekávalo. Při tzv. válce páté koalice, v níž Napoleon svedl bitvy u Aspern a u Wagramu, se Rusové snažili nenápadně pomoci Rakušanům, což ovšem Napoleonovi neuniklo a přestal ruskému vládci důvěřovat. Válku s pátou koalicí vítězně zakončil, načež až na boje ve Španělsku nastal mír, po kterém Francie tři roky stabilizovala své územní zisky v Evropě. I přes období relativního klidu se však začal na obou stranách Evropy stupňovat tlak. Roku 1810 porušil Alexandr poprvé kontinentální systém a 1200 britských lodí smělo vplout do ruských přístavů. Napoleon zareagoval rychle a obsadil vévodství Oldenburg, kde byla vévodkyní Alexandrova sestra. Následně anektoval i Nizozemsko.

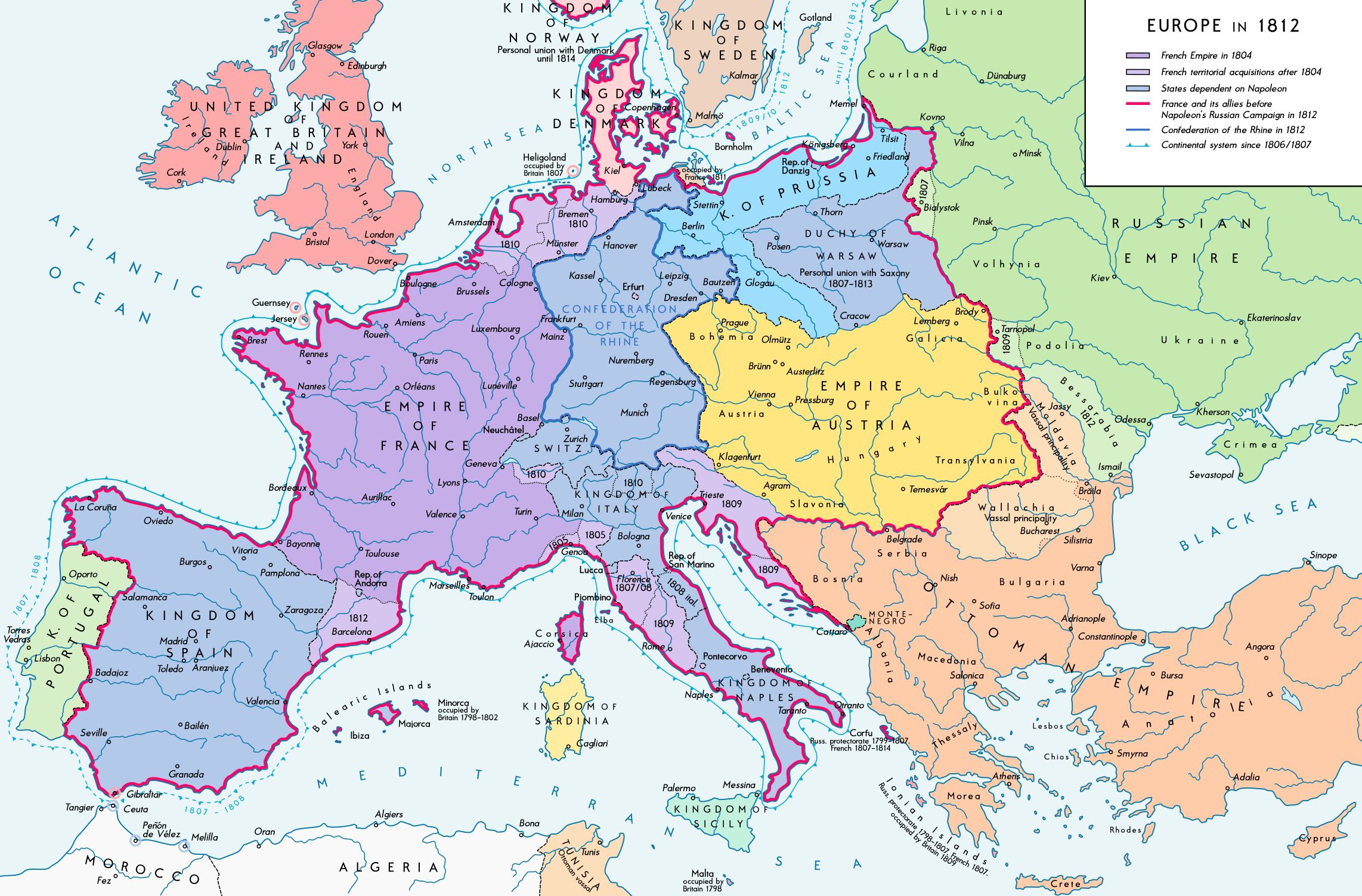
Evropa roku 1812, v době největšího rozmachu Napoleona

V roce 1811 Rusové přesunuli první vojenské jednotky k hranicím, na řeku Němen. Zde se začala koncentrovat i francouzská armáda. Roku 1812 Rusové uzavřeli mír s Osmanskou říší a z jihu přesunuli celou armádu k Němenu. Napoleon také nelenil a začal shromažďovat vojska od svých vazalských států. Ruské tažení bylo na dohled a bylo jasné, že už se válce nikdo nevyhýbá.

## Soustředění sil a plány

### Francie a spojenci
Francouzská vojska, která se shromáždila k vpádu do Ruska dne 24. května 1812, čítala dle mnoha odhadů od 439 000 mužů do 680 000 mužů (započítány i jednotky v týlu), nejpravděpodobnější údaj je ale dnes 675 000 mužů:
- 125 000 Francouzů
- 337 700 Němců a Nizozemců
- 95 000 Poláků
- 35 000 Rakušanů
- 30 000 Italů
- 20 000 Prusů
- 15 000 Švýcarů
- 9 800 Dánů a Norů
- 4 000 Portugalců
- 3 500 Chorvatů

Síly byly rozděleny do XI. pěších sborů a jednoho jezdeckého, a to takto:
- Císařská garda pod velením maršála Lefebvra
- I. sbor pod velením maršála Davouta
- II. sbor pod velením maršála Oudinota
- III. sbor pod velením maršála Neye
- IV. sbor pod velením Eugèna de Beauharnais
- V. sbor pod velením polského knížete Poniatowského
- VI. sbor pod velením divizního generála Gouviona Saint-Cyra, který bude v průběhu tažení povýšen na maršála
- VII. sbor pod velením divizního generála Reyniera
- VIII. sbor pod velením Jeroma Bonaparteho, později vystřídaného generálem Vandammem, nakonec generál Junot
- IX. sbor pod velením maršála Victora
- X. sbor pod velením maršála MacDonalda
- XI. sbor pod velením maršála Augeareaua
- Záložní jezdectvo pod velením neapolského krále, maršála Murata

V celé armádě bylo jen okolo 150 000 rodilých Francouzů, zbytek armády tvořily sbory vazalských států. Celý jeden sbor dala dohromady saská armáda a také italská, jeden sbor daly dohromady jednotky Rýnského spolku, tudíž Bavoři, Vestfálci, Württemberčané atp. Po různých sborech byly rozmístěny i polské jednotky. Zajímavou výjimku v armádě tvořil expediční sbor rakouské armády (30 000 mužů), který nesl honosný název 1. rakouský sbor a jako jedinému v celé armádě mu nevelel Francouz, ale rakouský diplomat a podmaršálek Karel Filip ze Schwarzenbergu. Pruská armáda o síle 20 000 mužů byla začleněna pod velení maršála MacDonalda, ale ve velení sboru byl zároveň pruský generál Ludwig Johann Yorck.
Síly byly rozmístěny následovně: na severu, u pobřeží Baltského moře postupoval na Rigu maršál MacDonald s X. sborem, do kterého byli začleněni Prusové. Na centrální frontě, ve směru na Moskvu, přes města Vilno, Kovno a Smolensk, měl postupovat Napoleon s jádrem armády, císařskou gardou, I. sborem, II. sborem, III. sborem, IV. sborem, VI. sborem a s VIII sborem Jeroma Bonaparta, císařova bratra. Jako zadní jištění jádra armády postupoval V. sbor knížete Poniatowského. Jižní část armády, postupující na Volkovysk vstříc ruskému generálu Tormasovovi, se skládala z VII. Reynierova sboru a z I. rakouského sboru. Jako záloha v severním Německu stál sbor maršála Augeareaua, XI. a sbor IX. pod velením maršála Victora, ten však brzy vytáhl za MacDonaldem. Jezdectvo maršála-krále Murata postupovalo s hlavním jádrem armády.
Napoleonův plán byl jasný. MacDonald na severu měl vyvolávat dojem ohrožení Petrohradu a spolu s Victorem vázat zdejší ruské síly. Jádro armády mělo postupovat na Moskvu a mělo se snažit svést generální bitvu, která by vše rychle a rázně ukončila. Jižní uskupení mělo vázat síly generála Tormasova. Plán zněl velice reálně a i chytře, ovšem protivník se zachoval zcela jinak, než Napoleon očekával.

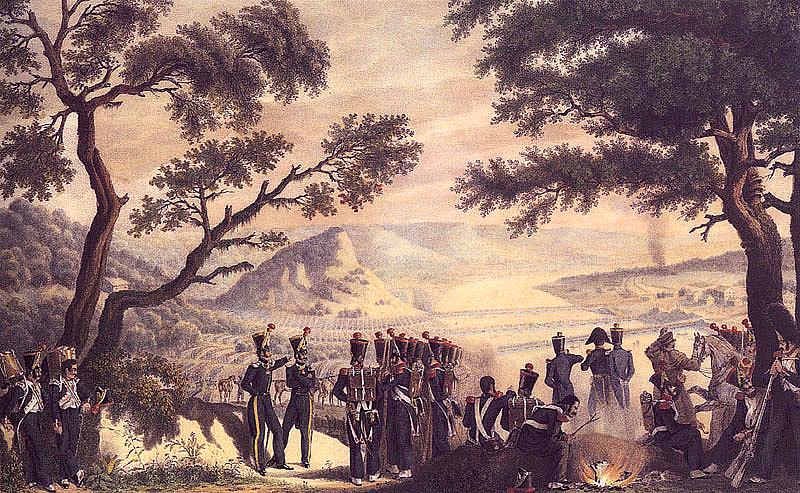
Francouzská vojska u Němenu, léto 1812

### Ruské impérium
Síly, stojící proti francouzskému vojsku ke dnu 24. května 1812 na ruské straně, měly maximálně asi 200 000 mužů. Vrchním velitelem byl oficiálně car Alexandr I., ale ve skutečnosti velel Michail Bogdanovič Barclay de Tolly. Ten měl podřízena 3 armádní seskupení:
- 1. západní armáda, které velel on sám
- 2. západní armáda pod velením knížete Bagrationa
- záložní (jižní) armáda pod velením generála Tormasova

Celé ruské vojsko bylo postaveno na linii dlouhé 200 kilometrů proti Francouzům. Nejsevernějšímu uskupení, 1. západní armádě, velel Barclay de Tolly, který stal přímo proti Napoleonovu jádru. Pod jeho seskupením, pro Rusy v centrální pozici, pro Francouze v jižní, stál kníže Bagration a kozácké odřady. Ještě jižněji, u města Luck, stála záložní armáda Tormasova, která zde kryla obilná pole na ukrajinském území.
Ruský plán, který původně navrhoval Karl Ludwig von Phul a se kterým souhlasil i car, počítal s tím, že Barclayova armáda poněkud ustoupí do opevněného ležení u města Drysa, kde je Napoleon obklíčí, načež jeho obklíčí zbylá ruská vojska a rozdrtí ho. Plán se však nakonec na naléhání Barclay de Tollyho změnil a Rusové tak nakonec žádný plán neměli. Barclay měl však plán, který vyšel na povrch až za mnoho týdnů. Rozhodl se, že Napoleona povleče co nejdál to půjde a nakonec s jeho oslabenou armádou svede generální bitvu.

## Francouzský vpád
Těsně před vypuknutím konfliktu, který nechtěla zahájit jako první ani jedna strana, se Napoleon odebral k hlavní armádě, stejně jako ruský car Alexandr. Zůstávala poslední otázka. Kdo zahájí útok jako první?

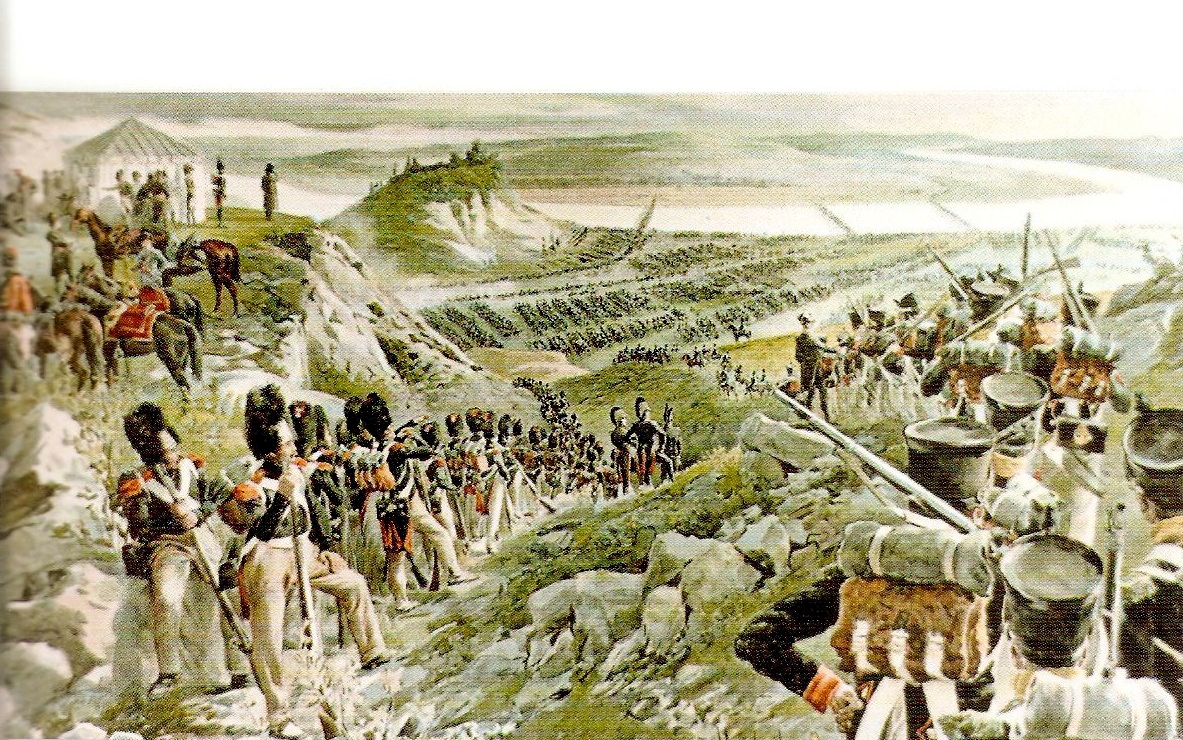
Francouzská vojska překračují Němen dne 24. června 1812

Tuto otázku nakonec vyřešil Napoleon. Právě jeho jádro armády se totiž dne 23. května začalo připravovat k vpádu do Ruska přes řeku Němen. Napoleon si ten den podrobně prohlédl terén a vydal rozkaz sapérům, aby začali stavět mosty, které budou vést k městu Kovno na ruské hranici. Kolem půlnoci byly dokončeny první mosty a útok tak mohl začít. Ve tři hodiny ráno dne 24. června 1812 překročily 13. a 17. lehký pěší pluk z Davoutova sboru jako první řeku a zahájily tak Napoleonovo tažení do Ruska (ovšem jen v centrálním směru, pruský generál York překročil u Macdonaldova uskupení Němen už ráno 23. června). Po Davoutově sboru se začal přesouvat i sbor maršála Oudinota a po něm sbor maršála Neye. Francouzská vojska nakonec překročila Němen na celé délce fronty kompletně až do 3. července, kdy se kníže Schwarzenberg s Rakušany vylodil u Drogyczyna. Vypadalo to, že proti takové mase vojska nemají Rusové šanci, ale opak byl pravdou. Barclay de Tolly okamžitě začal provádět svůj plán a ruská vojska se stáhla ještě předtím, než první Francouzi obsadili Kovno. Napoleon udeřil silně, ale nenašel nepřítele, přičemž ani zdaleka netušil, kde se Rusové nacházejí.

## Bezcenný postup

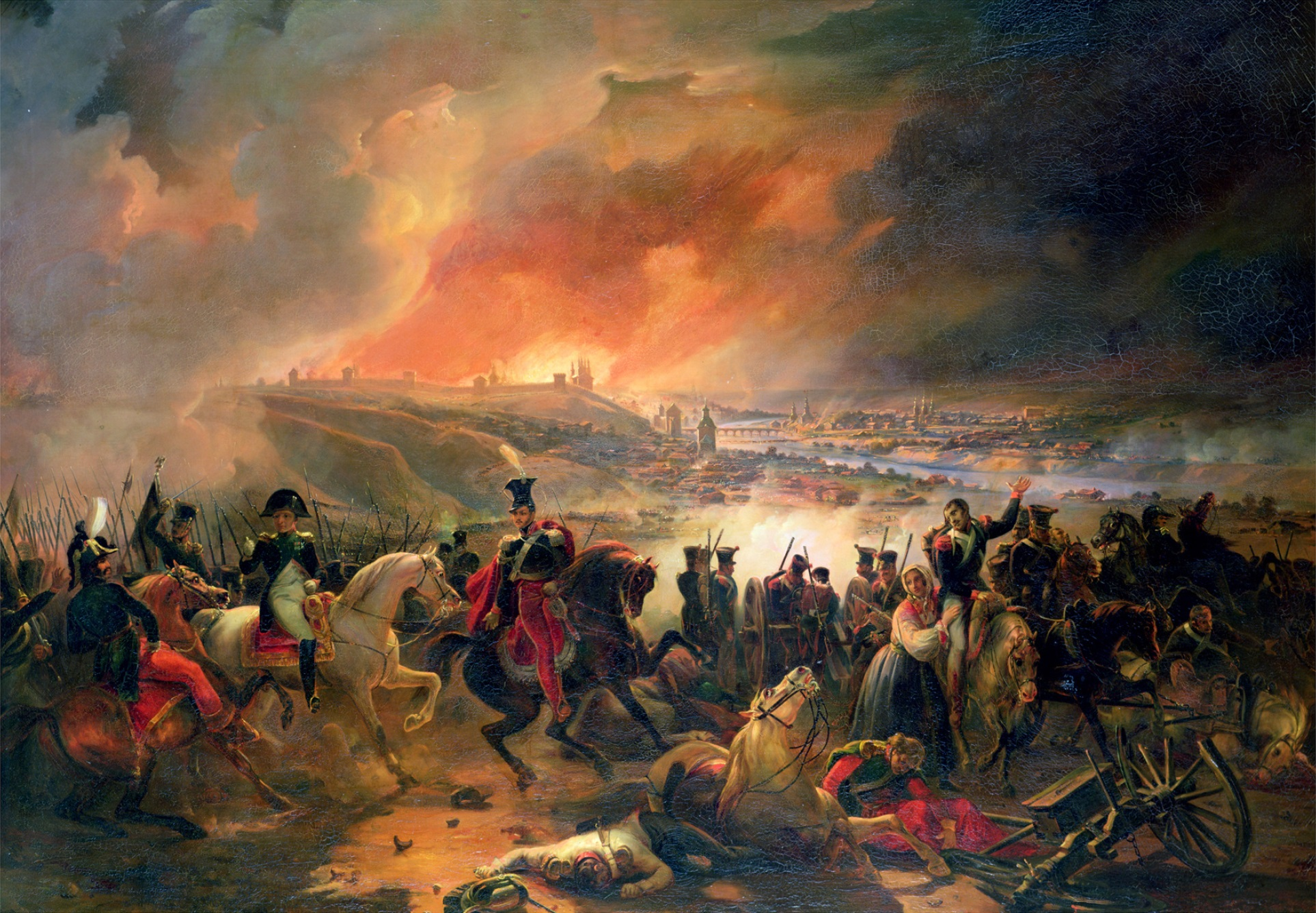
Hořící Smolensk 17. srpna 1812

Po dvoudenní bitvě nakonec Rusové ustoupili, ale Francouzům se nepovedlo ruskou armádu zničit. Získali na druhou stranu důležitou základnu pro další operace. Nyní se Rusové již nechtěli vyhýbat generální bitvě a hledali místo, kde ji svést. Zprvu pomýšleli na střetnutí u Vjazmy, ale pak se rozhodli pro výhodnější postavení u Careva-Zajmišča. Hlavní francouzské síly se za dva a půl měsíce následkem bojů a dlouhých denních pochodů zmenšily zhruba o polovinu. Navíc ruští partyzáni ztěžovali Francouzům zásobování. Obyvatelé měst a vesnic se chovali k Francouzům nepřátelsky a vytvářeli partyzánské oddíly. Ani situace ruské armády ale nebyla jednoduchá. Nerozhodnost vrchního velitele Barclaye de Tollyho a nespokojenost s ní způsobily zkomplikování vztahů uvnitř generality. Tollyho rozpory s Bagrationem a nejednotné velení zhoršovaly situaci Rusů. Vedly až k tomu, že ruské armády nedostávaly včas posily, zálohy se budovaly pomalu a bylo jich málo a nedělo se nic pro ztížení postupu francouzské armády. Až 20. srpna byl jmenován vrchním velitelem Michail Illarionovič Kutuzov a 29. srpna 1812 Rusové opustili Vjazmu a ustupovali k Carevu-Zajmišči.

## Bitva u Borodina a obsazení Moskvy

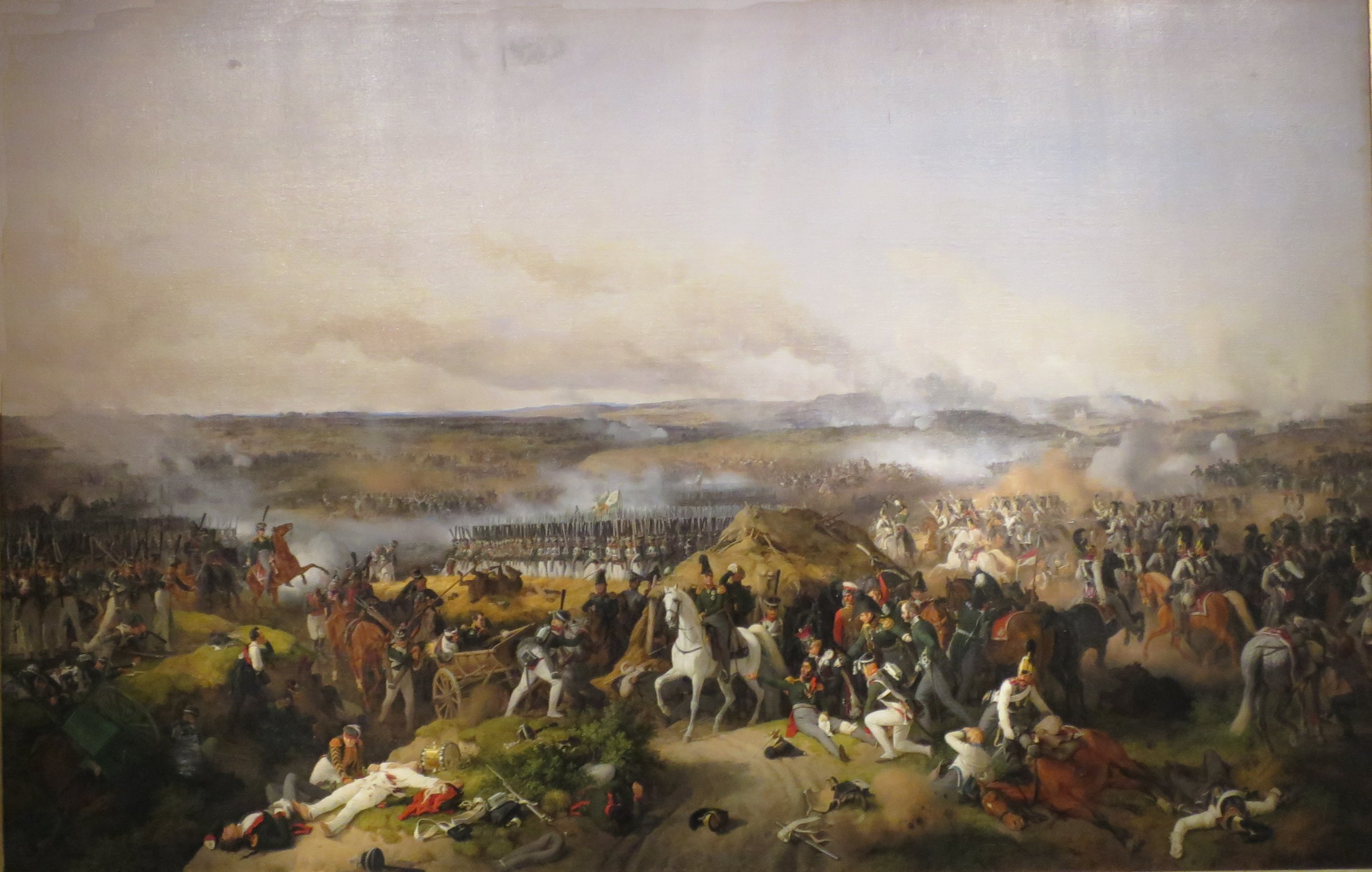
Bitva u Borodina, od Pitera von Hesse, 1843

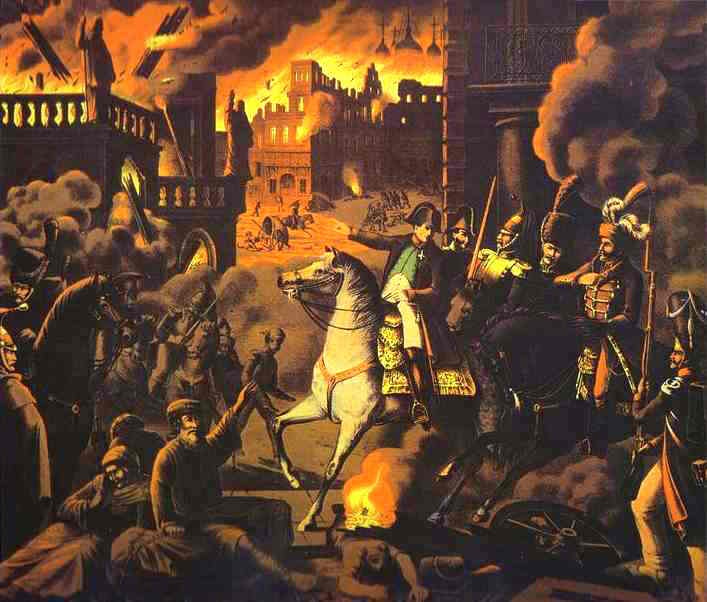
Francouzi v Moskvě

Kutuzov měl v plánu zastavit Napoleonův postup na Moskvu a velký důraz kladl na zálohy. 30. srpna ale Rusové ustoupili i od Carëva-Zajmišča. Ruská armáda dostala zálohy jen o 15 000 mužích, což bylo málo. Nakonec se Kutuzov zastavil u Borodina. Byly zde vybudovány obranné valy a 7. září proběhla bitva u Borodina.
Šlo o nejkrvavější bitvu z celého tažení, padl v ní mimo jiné generál Bagration. Na konci dne Francouzi ustoupili na svou původní pozici. Rusové ale druhý den nakonec opustili i toto postavení, neboť utrpěli masivní ztráty a znovu jim bylo odmítnuto dát posily. Nakonec obě strany prohlásily bitvu za své vítězství. Ruské velení nyní řešilo otázku, zda má ponechat Moskvu nepříteli nebo ji bránit. Tuto otázku vyřešil Kutuzov rozkazem k ústupu a ponechal Napoleonovi Moskvu. 14. září ji francouzská vojska obsadila. Dodnes jsou dohady o tom, zda Moskvu zapálili Rusové či Francouzi. Pravdou ale je, že požár Moskvy byl na škodu Napoleonovi, který čekal, že car uzavře mír. Kutuzov mezitím Napoleona nechal vyčkávat a 3. října 1812 se utábořil v Tarutinu. Nakonec Napoleon nevěděl, kde ruská armáda je, ale stále věřil, že car uzavře mír – nesplnilo se to. Přitom byla situace Francouzů každý den horší a horší. Rusové se totiž přece jen vzpamatovávali ze ztrát, které utrpěli.

## Obrat ve válce

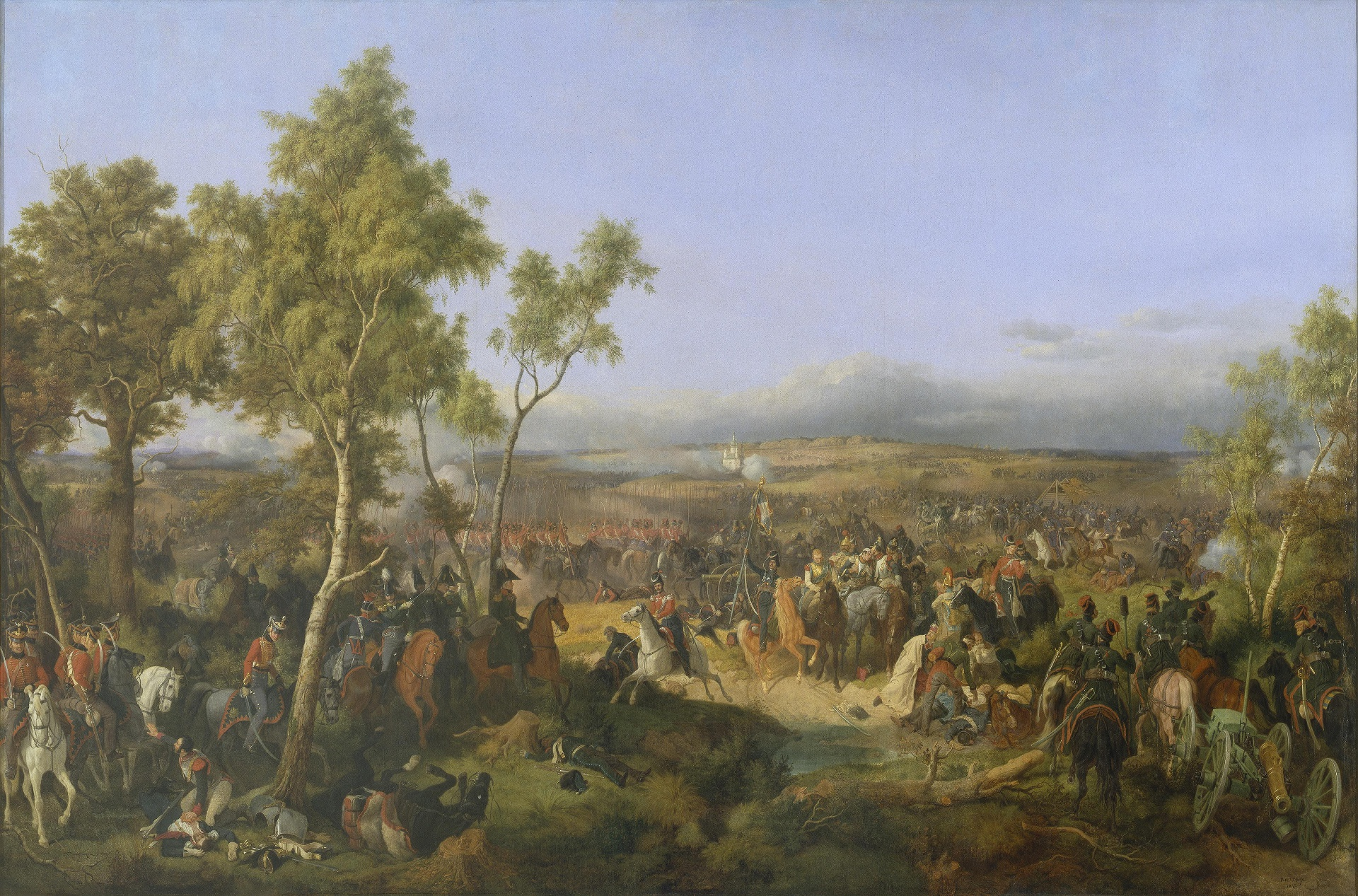
Bitva u Tarutina, od Pitera von Hesse

V Tarutinském táboře si Rusové odpočinuli a připravovali nyní nové síly, s nimiž hodlali zaútočit na napoleonská vojska. V tarutinském táboře byla kázeň a byl prováděn výcvik. Napřed Rusové svou pozici opevnili. Jediným problémem v této době byla silná velitelská opozice, namířená proti Kutuzovovi, jíž vedli Levin August von Bennigsen, Barclay de Tolly, Rostopčin a anglický generál Wilson. Tato opozice se nakonec rozpadla následkem Kutuzovových opatření. V Tarutinu se doplnila ruská armáda. V této době byla vedena blokáda Moskvy domobranou a zesílila se aktivita partyzánských oddílů.
Brzy byl Kutuzov připraven k boji, situaci ale v té době ztěžoval car svými rozkazy odporujícími Kutuzovovým záměrům, které dával generálu Wittgensteinovi a admirálu Čičagovovi. 5. října se v Tarutinu objevil Lauriston s dopisem pro Kutuzova, v němž Napoleon žádal o příměří. Současně s tímto dopisem Napoleon poslal také dopis carovi, v němž rovněž žádal o mír. Nakonec ani jedno nebylo uzavřeno. Napoleon vyslal proti Rusům vojsko pod velením generála Murata, které 18. října 1812 utrpělo v bitvě u Tarutina porážku. Když se o této bitvě Napoleon dozvěděl, vyklidil Moskvu a vytáhl k městu Kaluze. Napoleon se chtěl dostat do Kalugy a odtud ustoupit ke Smolensku, čímž by zachránil armádu. Tento záměr zmařila bitva u Malojaroslavce, jež se odehrála 24. října. Od této chvíle francouzská armáda ustupovala stejnou cestou, jakou přišla.

## Útěk z Ruska

Napoleonův ústup od Moskvy, od Adolfa Northena 1897

Po bitvě u Malojaroslavce začal Napoleon z Ruska ustupovat, tento ústup se však spíše podobal útěku. Zatímco ustupoval, začali Rusové jeho vojska pronásledovat. 27. října se Francouzi dostali na smolenskou silnici, tam se spojili s Poniatowským. 29. října ráno projel Napoleon Borodinem, kde byly stále viditelné stopy po bitvě. 31. října utrpěli Francouzi porážku v další bitvě u Kolockého kláštera a poté 3. listopadu vážnou porážku u Vjazmy, která rozšířila mezi francouzskými vojsky nekázeň a paniku. 9. listopadu Napoleon s vojskem dorazil do Smolenska a zůstal tam čtyři dny, poté se vydal na další cestu.
Francouzská vojska byla rozdělena na navzájem izolované sledy, což se jim stalo osudným. Bitva u Krasného, jež se odehrála 15. – 18. listopadu, skončila Napoleonovou porážkou. Nyní se Napoleon blížil k Berezině, u níž ho chtěl Kutuzov obklíčit a zajmout. Nakonec byl Napoleon opravdu obklíčen, avšak během bitvy na Berezině 26. – 28. listopadu se za cenu vysokých ztrát probil z obklíčení. Z Napoleonova úniku byl obviněn admirál Pavel Vasiljevič Čičagov, ve skutečnosti za něj ale mohlo vrchní velení. Nyní zbyly z francouzské Velké armády pouhé trosky. Na dalším ústupu byla pak armáda zničena prakticky celá. 14. prosince 1812 nakonec žalostný zbytek z více než půlmilionové armády opustil ruské území. Podle odhadů se z Ruska vrátilo nanejvýš 70 000 mužů, ale bojeschopných zůstalo necelých 10 000. Zbytek byly zubožené lidské bytosti, zničené hladem, mrazem a tyfem. Ruské tažení skončilo, válka nikoliv. Ruský postup se zastavil až v Paříži. Kutuzov se již dobytí Paříže nedožil, když na jaře 28. dubna 1813 zemřel při pronásledování nepřítele.

## Následky

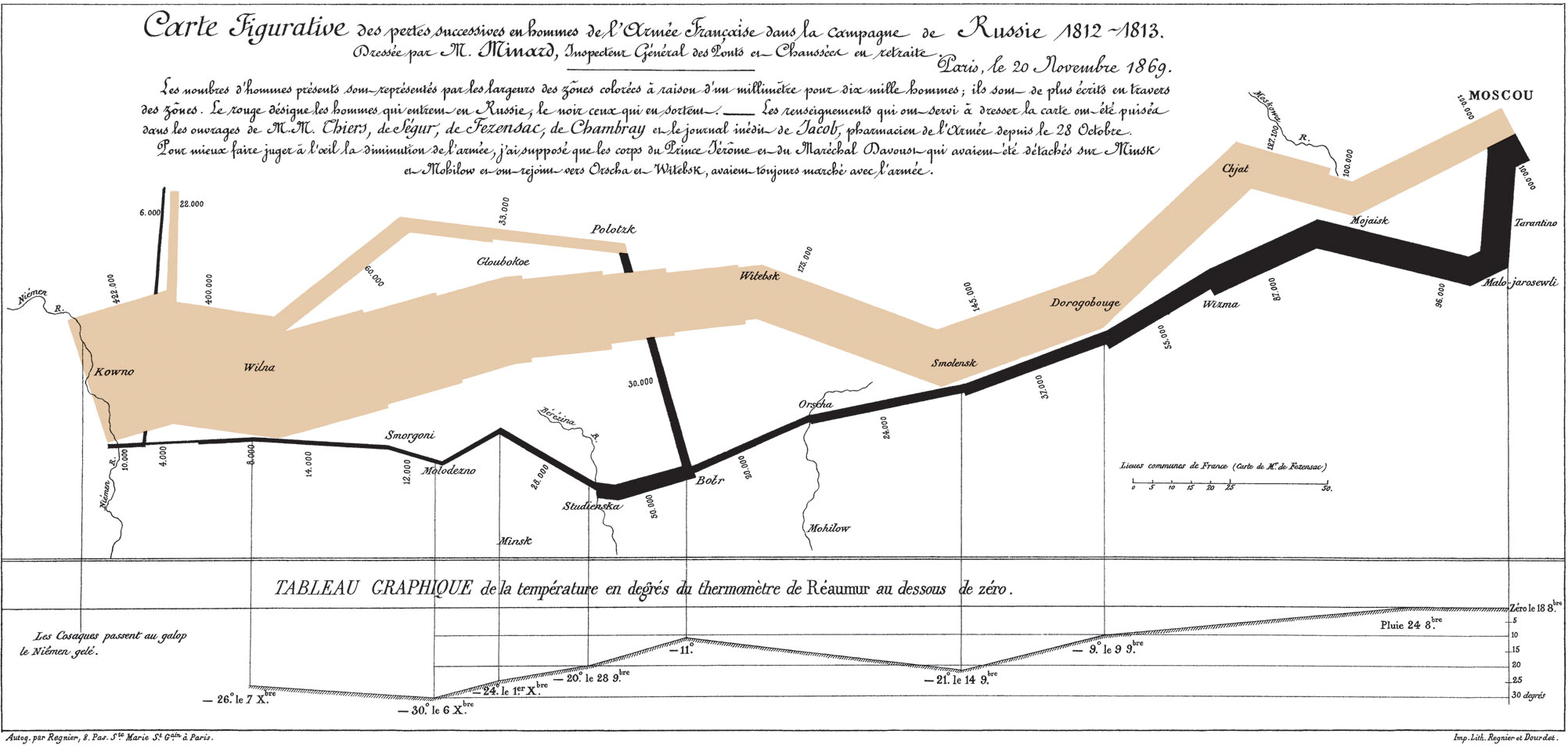
Litografie Charlese Minarda z roku 1869 zobrazuje graficky úbytek vojáků během tažení

Napoleonovo ruské tažení skončilo katastrofou, která stála Francii a její spojence nejlepší jednotky a fakticky tak rozhodla o konci nejen napoleonských válek, ale i rozmachu republikánské revoluce v Evropě. Až revoluční rok 1848 obnovil tlak na konzervativní státy protirepublikánské koalice.
Francie nedokázala zastavit postup Spojenců. V bitvě u Lipska v říjnu 1813 byl Napoleon poražen, později donucen k abdikaci a poslán na ostrov Elba. Na jeho konečné porážce nezměnil nic ani jeho velkolepý návrat z Elby, protože byl 18. června 1815 poražen u Waterloo a poslán na britský ostrov Svatá Helena, kde po téměř šesti letech 5. května 1821 zemřel.